# عين الدنانير
عين الدنانير قرية في ناحية عين النسر التابعة لمركز منطقة حمص في محافظة حمص في سورية.